# شهرداری وسومنیکی
شهرداری وسومنیکی (به لاتین: Vecumnieki Municipality) یک شهرداری در کشور لتونی است.

## خصوصیات
شهرداری وسومنیکی ۹٬۹۱۰ نفر جمعیت دارد.